# Neodactylota
Neodactylota is een geslacht van vlinders van de familie tastermotten (Gelechiidae).

## Soorten
- N. basilica Hodges, 1966
- N. egena Hodges, 1966
- N. liguritrix Hodges, 1966
- N. snellenella (Walsingham, 1888)